# IC 351
IC 351 је планетарна маглина у сазвјежђу Персеј која се налази на листи објеката дубоког неба у Индекс каталогу.
Деклинација објекта је + 35° 2' 50" а ректасцензија 3h 47m 33,0s. Привидна величина (магнитуда) објекта IC 351 износи 11,9 а фотографска магнитуда 12,4. IC 351 је још познат и под ознакама PK 159-15.1, CS=15.0.